# An Open Letter to Hobbyists
An Open Letter to Hobbyists en français : « Une lettre ouverte aux amateurs » est une lettre ouverte écrite en janvier 1976 par Bill Gates, alors cofondateur (General-Partner) de Microsoft, adressée aux membres du Homebrew Computer Club (dont Steve Jobs et Steve Wozniak sont encore membres à cette époque), où celui-ci exprime sa consternation face à la généralisation des infractions du droit d’auteur, notamment envers les logiciels de sa compagnie, dans cette communauté.

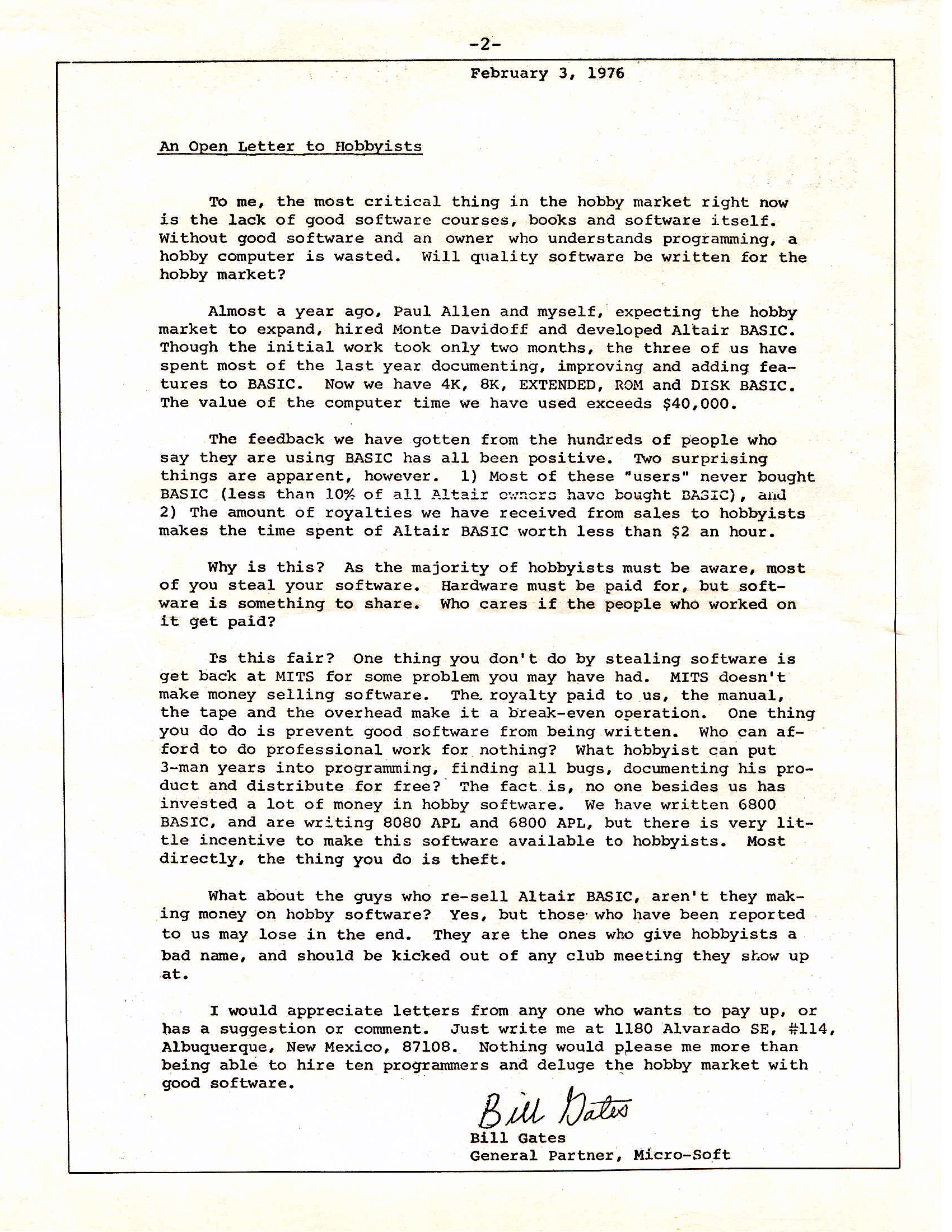
Version dactylographie de la lettre, parue le 31 janvier 1976 dans la lettre d'information du Homebrew Computer Club.

Bill Gates y constate que la majorité des utilisateurs de Altair BASIC ne l’ont pas acheté et déclare qu’une telle violation du droit d’auteur concernant les logiciels (en) a pour effet de décourager les développeurs d’investir du temps et de l’argent pour créer des logiciels de qualité, les documenter et les déboguer. Il met en avant le fait qu’il est injuste que l’on puisse utiliser le temps, l’argent et les efforts des auteurs d’un programme sans les rétribuer en retour.
Il s'agit d’une des premières confrontations entre le point de vue mercantile et le point de vue des premiers hackers sur ce que sont les logiciels. L’avis des hackers (voir infra) rappelle en partie celui qui sera formalisé plus tard dans la définition du logiciel libre.

## Contexte

### Définition deHobbyist
En anglais, hobby veut dire « passe-temps, loisir » ; un hobbyist est un amateur. Dans sa lettre, les hobbyists à qui s'adresse Gates sont passionnés par les ordinateurs personnels – la grande nouveauté à l’époque car jusqu'alors, l'informatique était confinée au monde scientifique et étudiant. Ce nouveau marché n'est pourtant pas grand public car il faut toujours de solides compétences en électronique et en programmation pour pouvoir utiliser ces ordinateurs. On pourrait remplacer « hobbyist » par « amateur d’informatique personnelle ».
Ces hobbyists utilisent des hobby software, des « logiciels personnels » que l’on peut utiliser chez soi ; ce marché est lui aussi un marché émergeant car jusqu'alors les logiciels étaient développés par/pour les scientifiques et nécessitaient la puissance d’un ordinateur central. Les hobbyists n'ayant pas les compétences requises ou tout simplement le temps de développer leurs applications sont les clients de ce marché.
L'idée d'un « marché du logiciel » s'oppose aux pratiques mises en place par les universitaires durant les années 1950-60 : les constructeurs ne fournissant que le matériel, c'était aux utilisateurs de développer leurs propres outils. Ces outils étaient généralement partagés gracieusement entre universitaires. Les exemples le plus flagrant sont le système d'exploitation ITS et le logiciel Emacs.

### L’Altair et le développement de BASIC

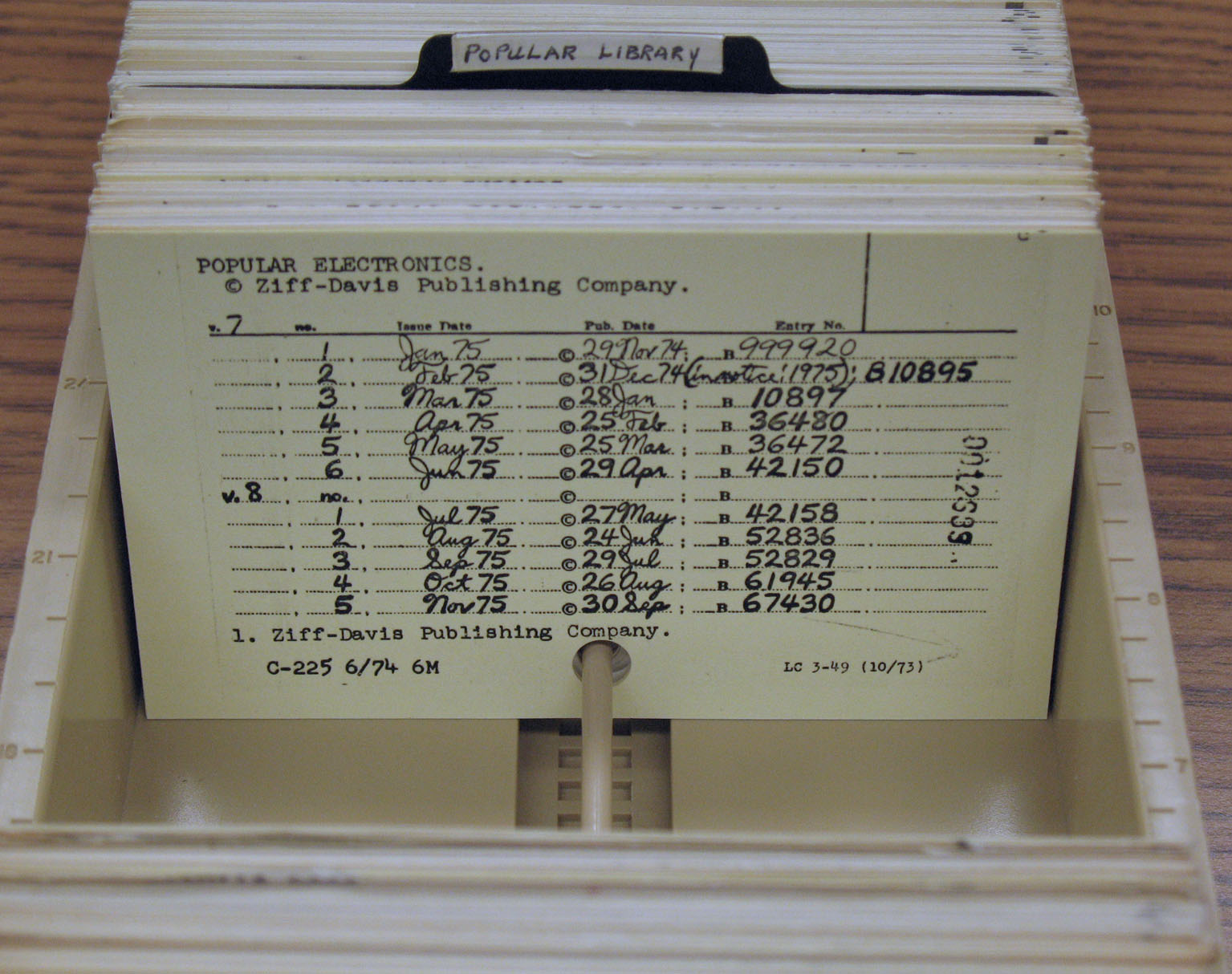
Carte de la Bibliothèque du Congrès mentionnant la date de parution du numéro de janvier 1975 de Popular Electronics : le 29 novembre 1974.

En décembre 1974, Bill Gates étudie à l’Université Harvard et Paul Allen travaille chez Honeywell à Boston. Début 1975, ils découvrent l’Altair 8800 de Micro Instrumentation and Telemetry Systems (MITS) dans le numéro de janvier (paru le 29 novembre 1974) de Popular Electronics (en). Ils avaient déjà écrit quelques programmes en BASIC pendant leur étude secondaire au lycée privée de Lakeside School à Seattle ; ils savaient que les Altair étaient assez puissants pour exécuter un interpréteur BASIC. En se basant sur les outils qu’ils avaient déjà développés pour les machines à base d’Intel 8008 comme le Traf-O-Data (en), ils voulaient créer la première solution BASIC sur Altair et être ainsi en avance sur le marché.
Début mars, Allen, Gates et un autre étudiant de Harvard, Monte Davidoff (en), créent un interpréteur BASIC dont la simulation sur un PDP-10 de Harvard parait fonctionnelle. Allen et Gates sont déjà en contact avec le cofondateur de MITS, Ed Roberts. En mars 1975, Allen se rend à Albuquerque, au Nouveau-Mexique, pour tester l’interpréteur sur un vrai Altair 8800 ; celui-ci, à la surprise de Allen et Roberts, fonctionne.
MITS accepte la licence proposée par Allen et Gates. Allen démissionne de Honeywell et devient le vice-président et le directeur de la partie logicielle de MITS pour un salaire de 30 000$ par an. Gates continue ses études à Harvard tout en ayant un contrat avec MITS, signé le 22 juillet 1975. En octobre 1975, il apparait « Développeur spécialisé » (Software Specialist) dans la newsletter de MITS, Computer Notes. Leur contrat avec MITS leurs rapporte 3 000 $ et une part sur chaque vente : 30 $ pour la version 4K, 35 $ pour la 8K et 60 $ pour la version étendue, dans la limite de 180 000$. MITS possède les droits d’exploitation à travers le monde entier pour dix ans et doit fournir le temps machine nécessaire au développement de BASIC sur un PDP-10 du secteur scolaire d’Albuquerque.
Le numéro d’avril 1975 du Computer Notes de MITS est intitulé en gros caractères « Altair Basic - Up and Running » en français : « Basic pour Altair : opérationnel et disponible ». L’Altair 8800 était vendu à perte : les profits venant essentiellement des ventes additionnelles d'extensions de mémoire ou autres cartes d'extension. Alors que la version de base de BASIC coûtait 500 $, le prix descendait à 75 $ si on l’achetait avec un Altair muni de deux barrettes de mémoire 4K et une carte d’extension.
MITS investit dans un camping-car et l’équipe de toute la gamme d’ordinateur. L’équipe de la « MITS-Mobile » organise des séminaires sur les ordinateurs Altair et sur le logiciel Altair BASIC à travers les États-Unis.

### LesHobbyists
Le Homebrew Computer Club rassemblait les premiers passionnés d’informatique de Palo Alto en Californie. À leur première session, en mars 1975, Steve Dompier rapporte sa visite à l’usine de MITS à Albuquerque (il avait commandé un exemplaire de chaque Altair mais MITS ne l’avait pas pris au sérieux et ne les lui avait pas expédiés, l’obligeant à se déplacer). Il repart de l’usine avec les pièces pour monter un ordinateur avec 256 octets de mémoire.
Au rassemblement du 16 avril 1975, Dompier écrit un programme qui émet la chanson des Beatles « The Fool on the Hill » sur la bande AM locale. Dans le numéro de juillet 1975 de Computer Notes, Bill Gates décrit ce programme comme « la meilleure démonstration logicielle jamais faite pour l’Altair » ; Gates se demande même comment Dompier a fait pour pouvoir radio-diffuser. (En fait, il s'agissait d’interférences électromagnétiques modulées par la boucle principale du programme.)

### Le vol d'une copie de Altair BASIC et le développement d’une industrie parallèle à MITS
« La MITS-Mobile s'est arrêté devant la maison de Rickey dans le quartier de Hyatt à Palo Alto les 5 et 6 juin. Elle était submergée par presque deux cents passionnés d’électronique, amateurs et professionnels, »

— Fred Moore, rédacteur du Homebrew Computer Club Newsletter de juin 1975

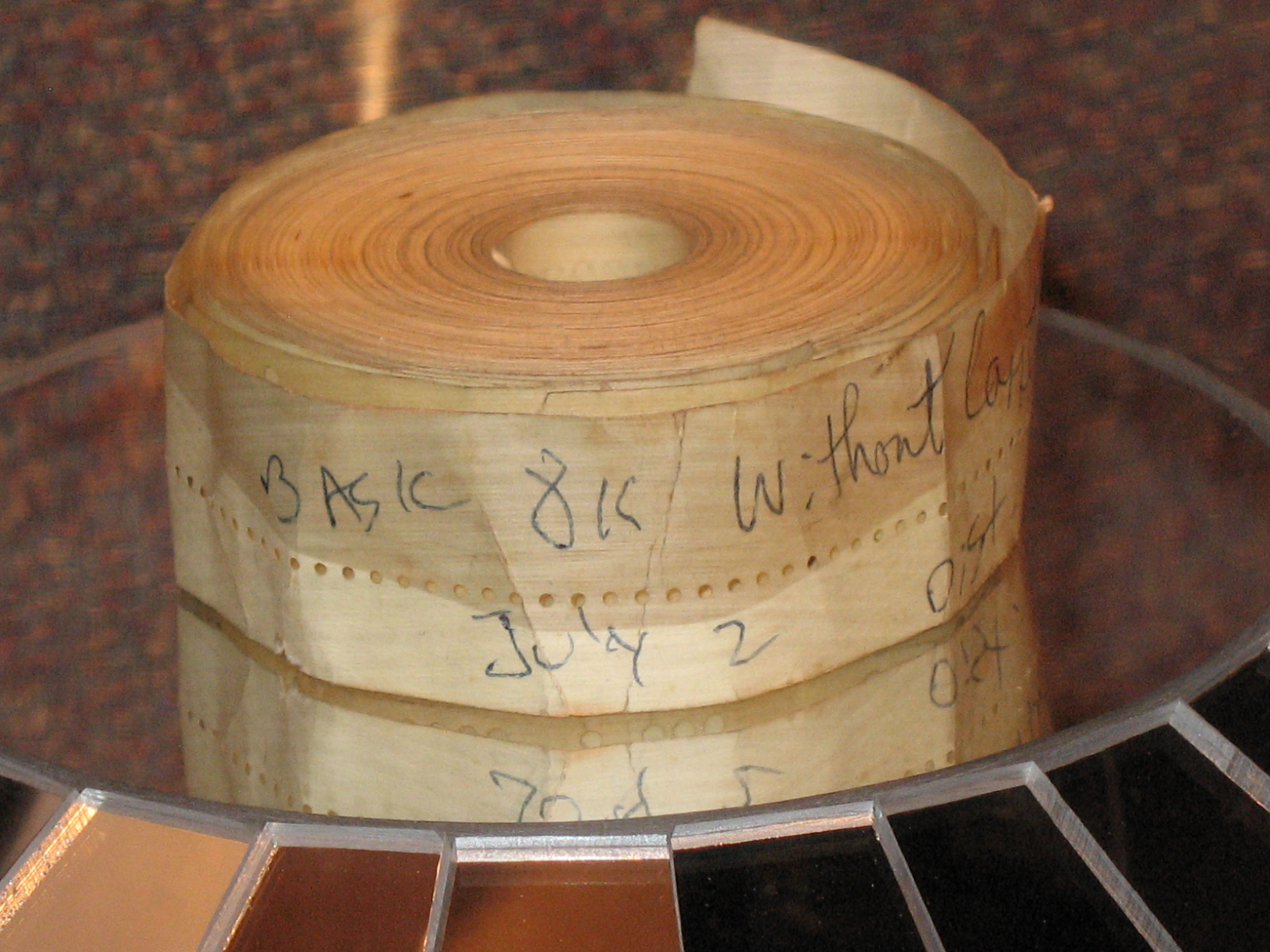
Bande papier pour un Altair BASIC 8K. Ce conditionnement sur papier était une solution populaire et peu onéreuse avant l’apparition des disquettes.

Pendant une exposition de la MITS-Mobile, un ruban perforé contenant une pré-version d’Altair BASIC disparaît. La bande est donnée à Steve Dompier, qui la transmet à Dan Sokol qui, lui, a accès à un téléscripteur rapide. À la réunion suivante du club, cinquante copies circulent dans un carton.

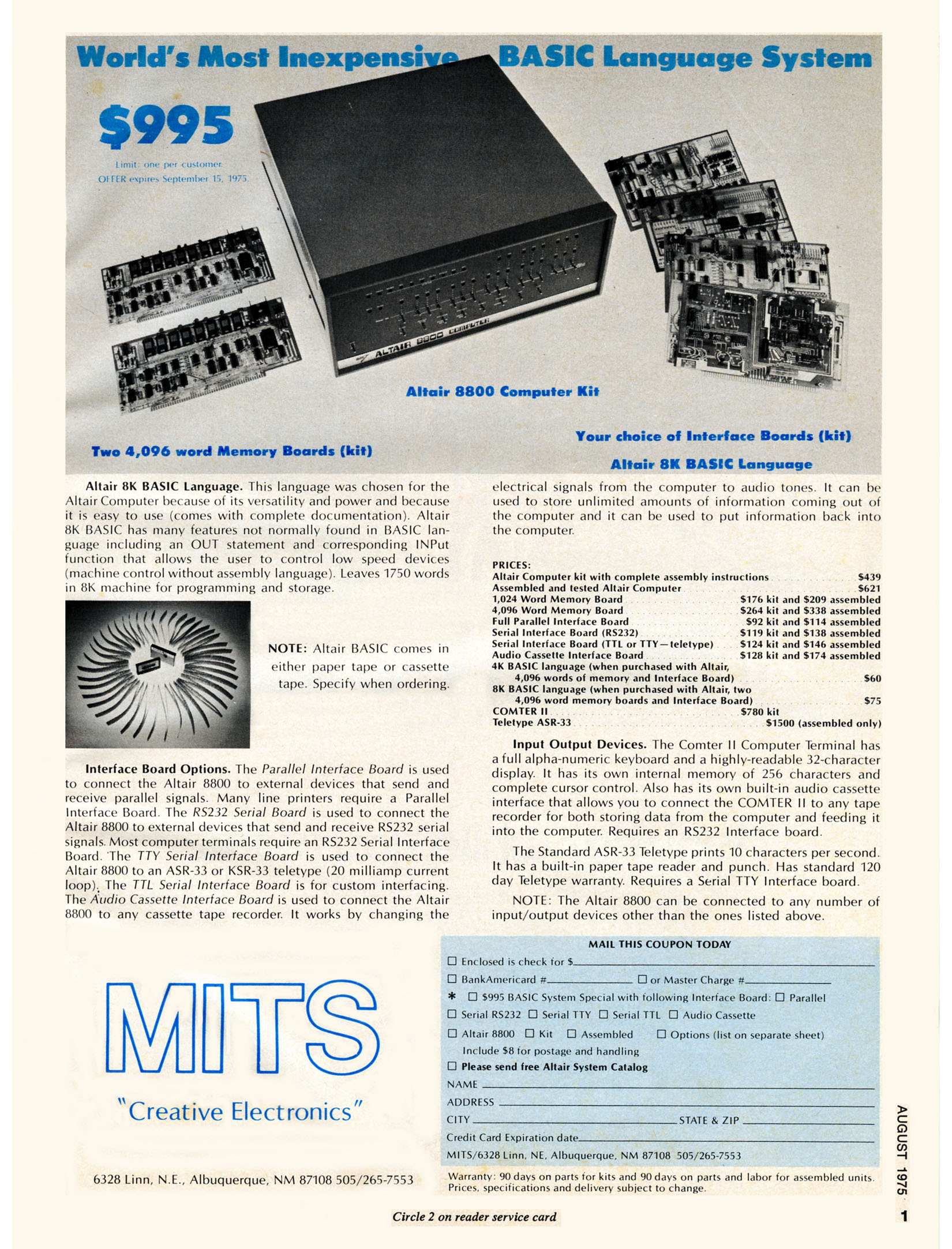
Publicité pour le kit Altair de MITS.

MITS vendait un kit contenant un Altair 8800, deux extensions de mémoire 4K, une carte d’interface série et Altair BASIC pour 995 $. Finalement, les extensions 4K n’étaient pas fiable à cause de certains composants et de problèmes de conception. Ainsi, beaucoup de possesseurs d’Altair ne voulaient pas les acheter. Robert Marsh, un membre du Homebrew Computer Club entreprenant, conçut une extension de 4K static, compatible avec l’Altair et la vendit pour 255 $. Son entreprise, Processor Technology (en), devint un des fournisseurs d’extensions compatible Altair les plus connus. Beaucoup d’acheteurs d’Altair ne prenaient pas le kit de MITS, achetaient les extensions de mémoires chez un autre revendeur et utilisaient une copie « empruntée » de Altair BASIC.
Dans le numéro d'octobre 1975 de Computer Notes, Ed Roberts reconnaît le problème des extensions mémoires de 4K : leur prix passe de 264 $ à 195 $ et ceux qui l’avaient déjà achetée furent remboursés de 50 $. Le prix de la version 8K passe à 200 $. Roberts refuse une requête demandant de donner gratuitement BASIC. Il fait remarquer que MITS a reversé « 180 000 $ de redevance à MicroSoft » et précise que « quiconque utilise une copie illicite de MITS BASIC peut s'identifier facilement à ce qu’il est : un voleur »,. Dans le même numéro et au sujet des revendeurs de matériel, Robert remarque que « depuis récemment, un certain nombre de revendeurs-parasites étaient apparus. [...] ».
Les extensions de mémoires de Processor Technology consomment plus de courant que les mémoires dynamiques de MITS si bien que l’ajout de deux ou trois cartes surcharge l’alimentation de l’Altair. Howard Fullmer se met à vendre des extensions de bloc d’alimentation et baptise ironiquement son entreprise « Parasitic Engineering »,. Plus tard, Fullmer définit un standard industriel pour les cartes compatibles Altair : le bus S-100 (en).
L’année suivante, en 1976, apparaissent plusieurs clones de l’Altair comme le IMSAI 8080 ou le « Sol 20 » de Processor Technology.

### Chez MicroSoft
MicroSoft reçoit entre 30 et 60 dollars pour chaque copie de BASIC que MITS vend. Fin 1975, MITS avait expédié un millier d’ordinateurs mais BASIC ne s'est vendu qu’à quelques centaines d’exemplaires.
Pour MicroSoft, d’autres logiciels en développement nécessitent des investissements car les disquettes 8 pouces et le MITS 680B, basé sur un processeur Motorola 6800, sont sur le point d’être lancés par MITS. Ric Weiland, un ami que Allen et Gates ont connu à l’université, est engagé pour convertir le BASIC 8080 sur le processeur 6800. Gates souhaite expliquer à la communauté hobbysist le coût de développement des logiciels.

## La lettre ouverte
David Bunnell, rédacteur en chef de Computer Notes, comprend la position de Gates et écrit, en septembre 1975, qu’« une partie des clients de MITS ont volé leurs logiciels »,.

« Maintenant, posez-vous ces questions : est-ce qu’un musicien est en droit d’encaisser une partie des recettes de la vente de son enregistrement ? Est-ce qu’un écrivain peut recevoir une partie de la recette des ventes de son livre ? Est-ce que les personnes qui copient un logiciel sont différentes de celles qui copient un album ou un livre ?, »

— David Bunnell, Computer Notes n°4
Dans sa lettre ouverte, Gates poursuit la même idée que Bunell en septembre, et que Roberts en octobre : « Comme la majorité des hobbyists devraient le savoir, la plupart d'entre-vous volent leurs logiciels. Le matériel doit être acheté, mais les logiciels sont une chose que l'on partage. Qui se soucie de savoir si les personnes qui ont travaillé dessus seront payées ? ».
Une copie de la lettre de Gates est envoyé au Homebrew Computer Club, la cible principale. La lettre apparaît aussi dans Computer Notes et Dave Bunnell l’envoie par service exprès aux principales parutions en informatique du pays.

### Réactions
La lettre connaît de nombreuses réactions : certains pensent que les logiciels devraient être inclus avec la machine et donc que la méthode de distribution utilisée par Gates n’est pas adaptée ; d’autres posent des questions sur le coût réel de développement.
Microsoft avait déjà publié le prix de ses licences : MITS payait un montant fixe de 31 200 $ pour une exploitation sans exclusivité du BASIC pour 6800. Les contrats pour les versions de BASIC pour Commodore PET, Apple II et RadioShack TRS-80, entre autres, avaient eux aussi un prix fixé par contrat.
Les logiciels de Microsoft sont alors développés sur un ordinateur central DEC PDP-10. Paul Allen a créé un programme qui peut simuler le fonctionnement de n’importe quel processeur, permettant ainsi d’écrire et de déboguer des logiciels avant que la machine ne soit construite. La location de l'ordinateur central est facturée à l’heure et à la quantité de ressources utilisées. Le développement du BASIC 6800, fini bien avant la sortie du Altair 680B qui avait pris du retard, est facturé 40 000 $ en temps-machine.
Hal Singer, dans sa newsletter Micro-8, publie une lettre ouverte à Ed Roberts où il remarque que MITS annonce pouvoir fournir un ordinateur pour 395 $ alors qu’en réalité, le prix pour avoir un ordinateur fonctionnel chez eux est de 1 000 $. Il suggère d’initier une class action ou de demander une investigation à la Federal Trade Commission pour publicité mensongère. Il rapporte aussi une rumeur selon laquelle Bill Gates développait BASIC sur les ordinateurs de l’université de Harvard et donc, avec des fonds publics ; BASIC aurait donc dû être gratuit.
En fait, Bill Gates, Paul Allen, et Monte Davidoff utilisaient bien un PDP-10 du Aiken Computer Center de Harvard, financé par le DARPA (département de la défense américaine). La machine avait été livrée en 1969 pendant la nuit pour éviter les manifestations contre la guerre au Viet-Nâm (en). Le professeur Thomas Cheatham, responsable de la machine, n’avait pas réglementé son usage mais les officiels d’Harvard n’aimaient pas trop que Gates et Allen (qui n’était pas un étudiant) utilisent le PDP pour développer un produit commercial. Harvard finit par imposer des restrictions et Microsoft dut acheter son temps-machine jusqu’à ce que MITS leur fournisse un accès au PDP-10 d’Albuquerque.

« Il existe une alternative viable au problème soulevé par Bill Gates dans sa lettre vindicative contre les « computer hobbyists » : si un logiciel est gratuit ou si bon marché que l’acheter est bien plus facile que de le dupliquer, alors ce n’est pas du vol. » »

— Jim Warren, juillet 1976
En juillet 1976, Jim Warren (en), membre du Homebrew Computer Club et rédacteur du Dr. Dobb's Journal (en), rapporte le succès du projet Tiny BASIC (en) sur la newsletter de programmation de l’Association for Computing Machinery. Le but du projet, initié en 1975, est de créer un interpréteur BASIC pour les ordinateurs utilisant des microprocesseurs. La lettre de Gates motive de nombreux hobbiysts à travers le pays et le monde à participer au projet : en peu de temps, les interpréteurs Intel 8080, Motorola 6800 et MOS Technology 6502 sont prêts. Leur code-source est publié et la licence vendue 5$ ou 10$.
Microsoft avait commencé à développer un interpréteur APL, langage alors populaire sur ordinateurs centraux dans les universités, parmi les hobbyists. APL utilise plusieurs caractères de l’alphabet grec comme opérations ; peu de terminaux à prix abordable de l’époque pouvant afficher ces caractères. Paul Allen abandonne le projet faute de marché.

### Périodiques qui ont publié la lettre
- (en) Bill Gates, « An Open Letter To Hobbyists », Homebrew Computer Club Newsletter, Mountain View, CA, Homebrew Computer Club, vol. 2, no 1,‎ janvier 1976, p. 2 (lire en ligne)
- (en) Bill Gates, « An Open Letter To Hobbyists », Micro-8 Computer User Group Newsletter, Lompoc, CA, Cabrillo Computer Center, vol. 2, no 2,‎ 10 février 1976, p. 1
- (en) Bill Gates, « An Open Letter To Hobbyists », Computer Notes, Albuquerque, NM, MITS, vol. 1, no 9,‎ février 1976, p. 3 (lire en ligne)
- (en) Bill Gates, « An Open Letter To Hobbyists », Minicomputer News, Boston MA, Benwill Publishing,‎ 11 mars 1976
- (en) Bill Gates, « An Open Letter To Hobbyists », People's Computer Company, Menlo Park, CA, People's Computer Company, vol. 4, no 5,‎ mars-avril 1976
- (en) Bill Gates, « An Open Letter To Hobbyists », Radio-Electronics, New York NY, Gernsback Publications, vol. 47, no 5,‎ mais 1976, p. 14,16 (lire en ligne)

### Périodiques ayant publié une réponse
- (en) Mike Hayes, « Regarding Your Letter of February 3 », Homebrew Computer Club Newsletter, Mountain View, CA, Homebrew Computer Club, vol. 2, no 2,‎ février 1976, p. 2 (lire en ligne)
- (en) Harold L. Singer, « An Open Letter to Ed Roberts », Micro-8 Computer User Group Newsletter, Lompoc, CA, Cabrillo Computer Center, vol. 2, no 4,‎ 28 mars 1976, p. 1
- (en) Bill Gates, « A Second and Final Letter », Computer Notes, Albuquerque, NM, MITS, vol. 1, no 11,‎ avril 1976, p. 5 (lire en ligne)
- (en) Jim C. Warren, « Correspondence », SIGPLAN Notices, ACM, vol. 11, no 7,‎ juillet 1976, p. 1Jim Warren, rédacteur en chef du Dr. Dobbs Journal, y montre comment Tiny BASIC est une alternative aux logiciels copiés par les hobbyists.
- (en) Robert Wada, « An Opinion on Software Marketing », BYTE, Peterborough, NH, BYTE Publications, vol. 1, no 11,‎ juillet 1976, p. 90,91